# Vallabrix
Vallabrix – miejscowość i gmina we Francji, w regionie Oksytania, w departamencie Gard.
Według danych na rok 1990 gminę zamieszkiwało 309 osób, a gęstość zaludnienia wynosiła 39 osób/km² (wśród 1545 gmin Langwedocji-Roussillon Vallabrix plasuje się na 622. miejscu pod względem liczby ludności, natomiast pod względem powierzchni na miejscu 862.).